# Zamek w Smoleniu
Zamek w Smoleniu – ruiny zamku na Górze Zamkowej we wsi Smoleń w województwie śląskim, w powiecie zawierciańskim. Znajduje się na Jurze Krakowsko-Częstochowskiej, na Szlaku Orlich Gniazd oraz Jurajskim Rowerowym Szlaku Orlich Gniazd. Wybudowany został w systemie tzw. Orlich Gniazd.
Zamek znajduje się na terenie rezerwatu przyrody Smoleń.

## Historia
Wzgórze zamkowe było być może zasiedlone w okresie lateńskim, o czym świadczą dwa groty włóczni znalezione tu w XIX w.

### Kalendarium
- 1300 r. – w kronice Macieja Stryjkowskiego opisano walki o zamek Pelciszka pomiędzy Wacławem II a Władysławem Łokietkiem, jednak, wbrew temu co dawniej sądzono, być może nie chodziło o zamek Smoleń lub pobliską strażnicę na Skale Biśnik lub Grodzisku Pańskim, lecz o inny obiekt. Niemniej archeolog Błażej Muzolf w odległości 2 km od zamku zlokalizował dwa punkty obronne (Biśnik i Grodzisko Pańskie) datując je na 2 poł. XIII w.[2]. Mogło też chodzić o zupełnie inny warowny obiekt w miejscowości Pełczyska w ziemi sandomierskiej[3].

- III ćwierć XIV w. - zapewne w tym czasie powstaje zamek, zbudowany przez Ottona z Pilczy, starostę ruskiego a następnie wojewodę i starostę sandomierskiego;
- 1394 r. – pierwsza pewna wzmianka o zamku, w której wymieniony jest kapelan zamkowy Dominik;
- 1396 r. – wymieniony został burgrabia zamkowy;
- przełom XIV i XV w. – właścicielką zamku jest Elżbieta Pilecka-Granowska, córka Ottona z Pilczy, od 1417 r. trzecia żona króla Władysława Jagiełły;
- 1414 r. – panem na zamku został syn Elżbiety Granowskiej – Jan Pilecki (ok. 1405–1476) (Jan Granowski) herbu Leliwa. Zamek na 200 lat staje się własnością rodu Leliwitów;
- 1432 r. – wymienione podzamcze z folwarkiem i innymi zabudowaniami gospodarczymi;
- lata 1492–1515 – na zamku przebywał Biernat z Lublina, który pełnił funkcję kapelana kaplicy zamkowej oraz prywatnego lekarza i sekretarza Jana Pileckiego. Biernat z Lublina w listach bardzo chwalił ten pobyt i podziwiał bogactwo biblioteki zamkowej;
- 1577 r. – zamek od Anny Pileckiej kupił kasztelan oświęcimski Wojciech Padniewski herbu Nowina i zamieszkał w dworze pod zamkiem (w wielu przewodnikach turystycznych i innych wydawnictwach pojawia się nieprawdziwa informacja, że od Pileckich nabył zamek Seweryn Boner, jednak zamek w Smoleniu nigdy nie należał do Bonerów. Po Pileckich przeszedł od razu w ręce Padniewskiego. Zamek więc rozbudowali Pileccy. Pomimo modernizacji bardzo szybko przestała wystarczać rosnącym w potęgę i bogactwo właścicielom. Ograniczona powierzchnia wzgórza utrudniała dalszą rozbudowę, zaś niekorzystne połączenie komunikacyjne spowodowało, że Wojciech Padniewski najpierw zamieszkiwał w dworze u stóp zamku, a następnie postanowił przenieść się około 1610 r. do Pilicy, gdzie było dość miejsca, by wybudować nową, okazalszą siedzibę (zamek w Pilicy);
- 1655 r. – Szwedzi zdewastowali zamek;
- 1657 r. – Stanisław Warszycki planował oddanie zrujnowanego zamku na klasztor Franciszkanów. Nie doszło to jednak do skutku, a klasztor wiek później powstał w Pilicy;
- 1797 r. – Austriacy przyczynili się znacząco do dewastacji zamku, używając kamienia z murów do budowy komory celnej w Smoleniu;
- 1932 r. – decyzją z 22 grudnia 1932 ruiny zamku wpisano do rejestru zabytków[4]; decyzje o wpisie do rejestru zabytków były wznawiane po II wojnie światowej.
- W latach 40. XIX w. zamek nabył Roman Hubicki, który go uporządkował i częściowo zrekonstruował. W wyniku tych prac przy południowej ścianie zamku natrafiono na wiele ludzkich kości i militariów średniowiecznych. Wskazuje to na zbrojny atak na zamek w średniowieczu. Roman Hubicki na zamku w Smoleniu założył słynną fabrykę śrutu „Batawia”;
- W latach 50. i 60. XX w. zamek zabezpieczono w postaci trwałej ruiny i wykonano wstępne badania architektoniczne. W 1972 r. rozpoczęto prace zabezpieczające mury zamkowe jako trwałą ruinę;
- 2010 r. – w wyniku złego stanu murów oraz katastrofalnej zimy powodującej złamania drzew i zawalenia się narożnika w zamku zachodnim postawiono tablice zakazujące wstępu na zamek. Wycięto kilkadziesiąt drzew w obrębie murów i ich najbliższego otoczenia;
- 2012 r. – rozpoczęto postępowania przetargowe na zabezpieczenie murów zamku.
- 2015 - zamek po zabezpieczeniu murów i częściowej rekonstrukcji został udostępniony wraz z wieżą do zwiedzania.

## Architektura

### Faza I (zamek górny)
Zamek został wzniesiony w stylu gotyckim w połowie XIV w., najprawdopodobniej przez Ottona z Pilczy herbu Topór i zastąpił istniejącą tu być może wcześniej drewnianą strażnicę. Pierwszy zamek składał się z murów obwodowych biegnących wokół skalnej platformy, budynku mieszkalnego we wschodniej części i cylindrycznej wieży (stołpu) o średnicy ok. 7,5 m. Wejście do stołpu znajdowało się na wysokości kilku metrów (dzisiejsze wejście na poziomie gruntu powstało znacznie później).

### Faza II (zamek wschodni)
Otton z Pilczy i jego żona Jadwiga z Melsztyna po 1350 r. wznieśli na wschód od zamku górnego zamek dolny składający się z kamiennego muru obronnego o grubości do 2 metrów założonego na planie pięciokąta. Na teren zamku dolnego wjeżdżało się przez zachowaną do dzisiaj gotycka ostrołukową bramę, w której znajdują się widoczne wgłębienia służące do spuszczania brony. Być może w tej części zamku znajdowała się wzmacniająca obronę wieża.
W południowo-wschodniej części tego dziedzińca na skale mury niespodziewanie załamują się kilkukrotnie, co wskazuje na prawdopodobne istnienie w tym miejscu wieży obserwacyjnej założonej na planie zbliżonym do prostokąta.
Na dziedzińcu zamkowym znajduje się studnia, którą według tradycji wykuć mieli jeńcy tatarscy, a jej głębokość miała wynosić 200 m (inne źródła podają 100 m – tak naprawdę nie wiadomo, są to wyłącznie dywagacje, studnia obecnie jest zasypana do głębokości 26 m).

### Faza III (zamek zachodni)
Prawdopodobnie Elżbieta Granowska lub jej syn Jan Pilecki po 1450 r. na zachód od zamku górnego zbudowali zachodnią część zamku dolnego połączona z zamkiem górnym murem biegnącym po skale. Wjazd na dziedziniec prowadził od strony południowej. W tej części zachowały się ślady budynku mieszkalnego z oknami ostrołukowymi i pozostałości bramy.

## Badania archeologiczne
W 1997 r. archeolog Błażej Muzolf z Muzeum Archeologicznego i Etnograficznego w Łodzi przeprowadził na niewielką skalę wstępne badania archeologiczne (wyniki badań nie zostały opublikowane).

## Galeria

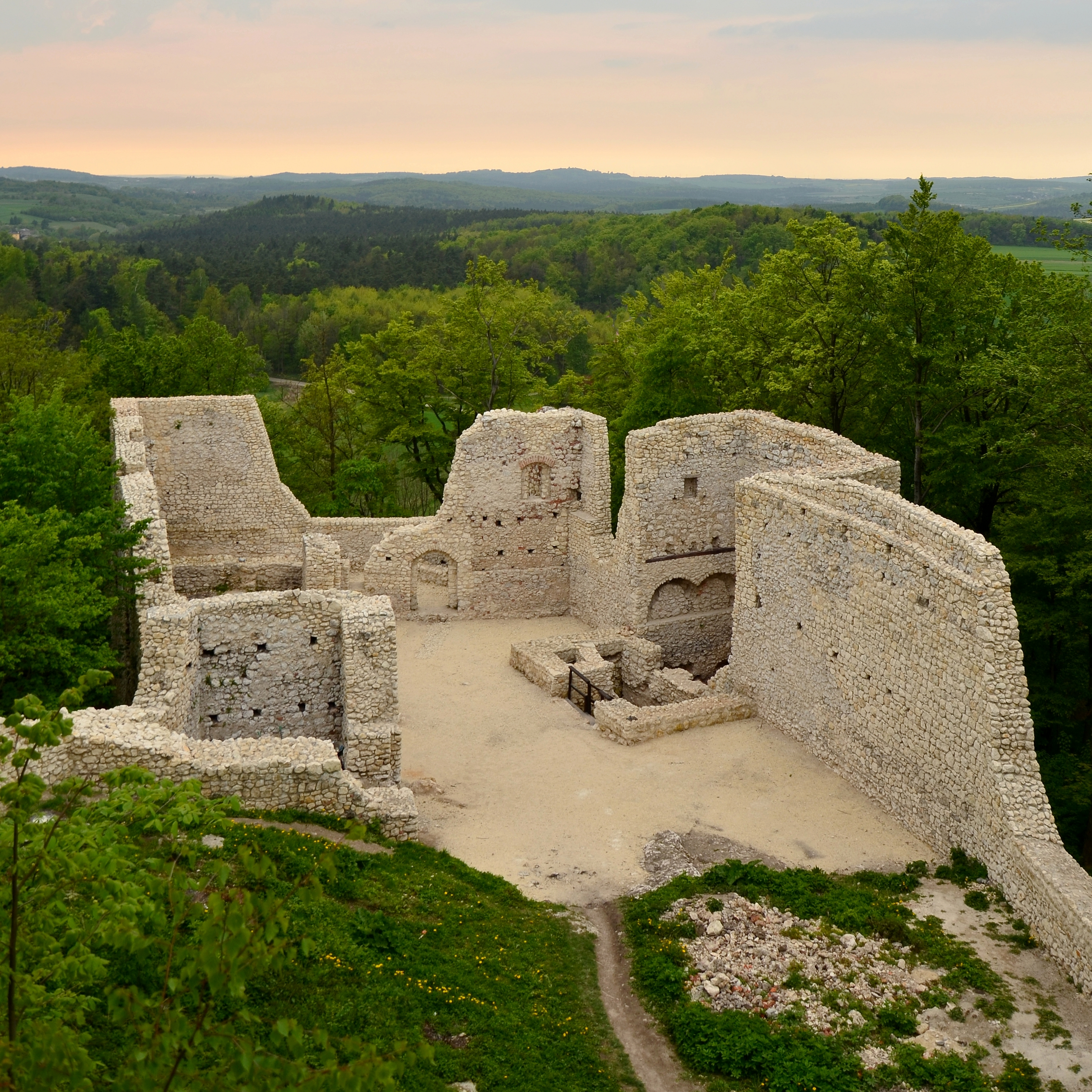
Wschodni zamek dolny
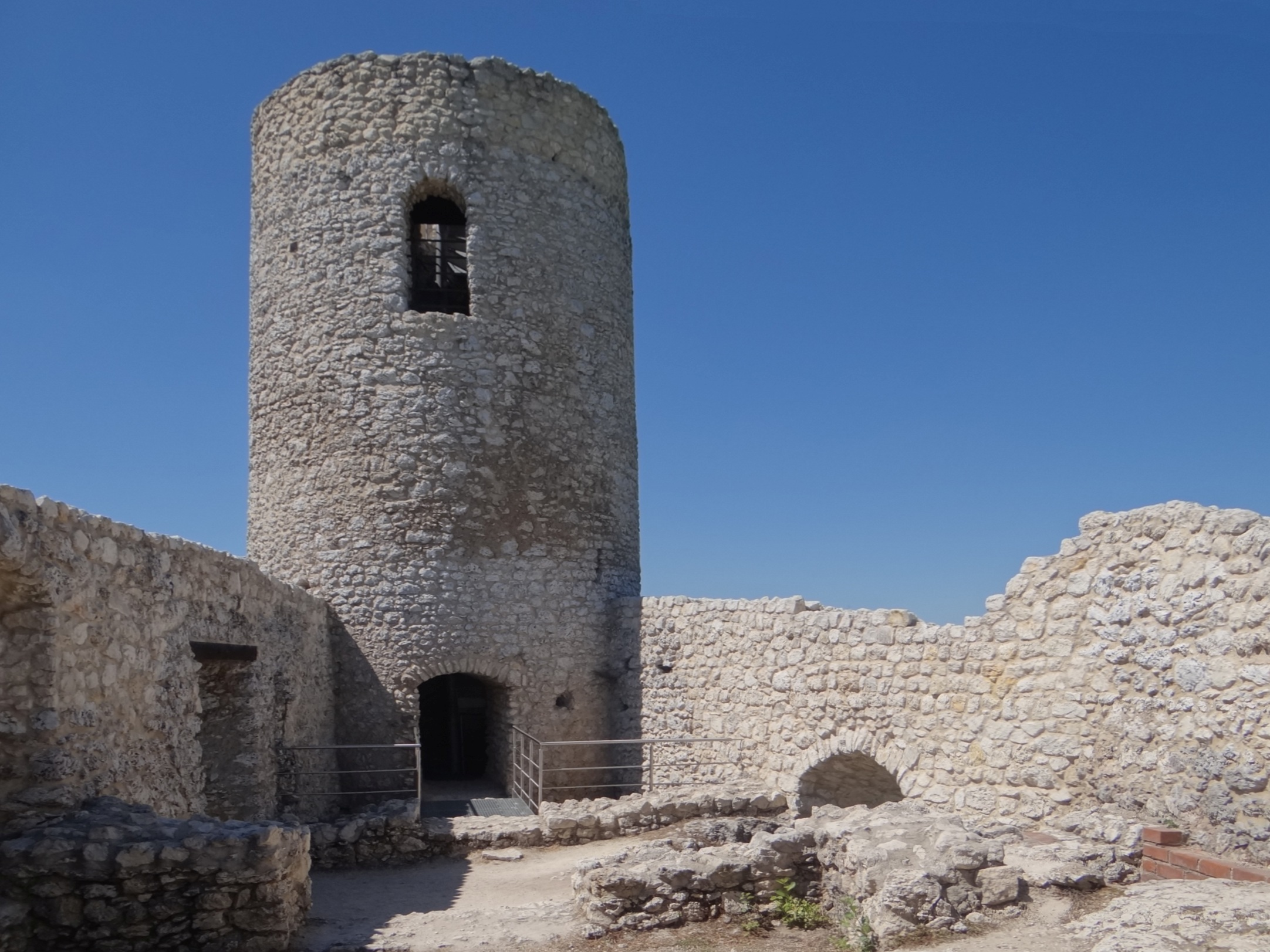
Wieża zamkowa
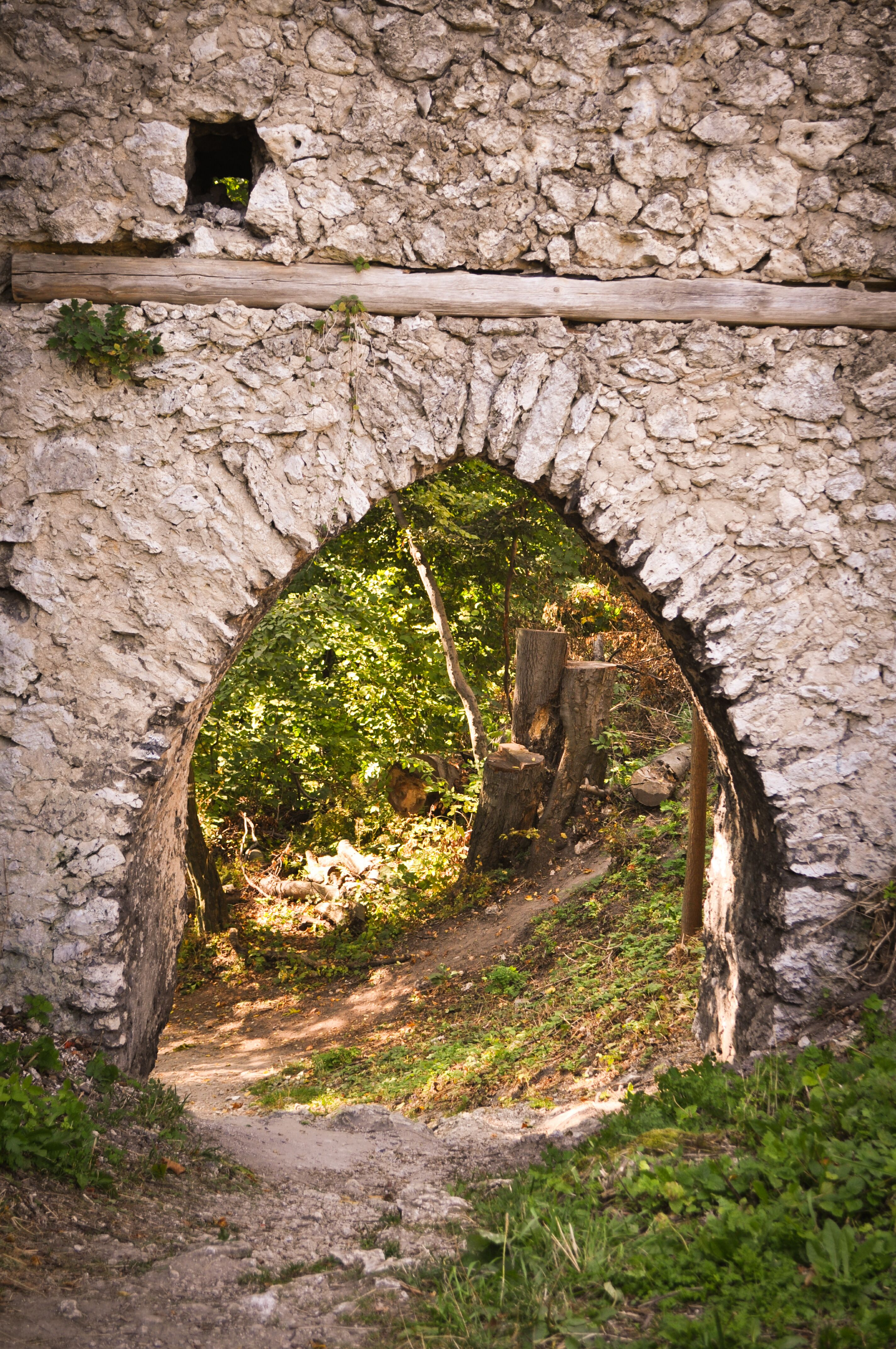
Brama zamkowa
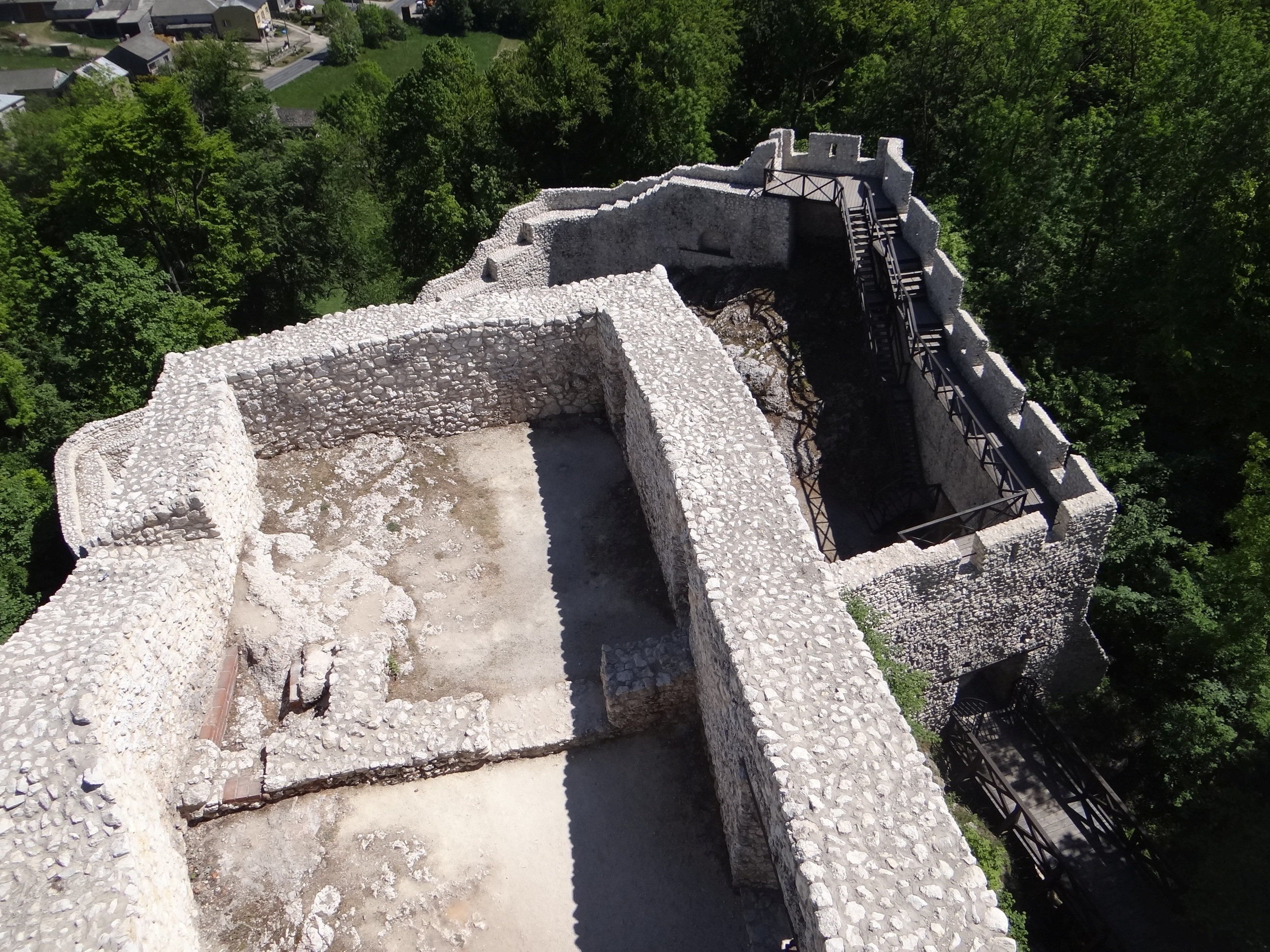
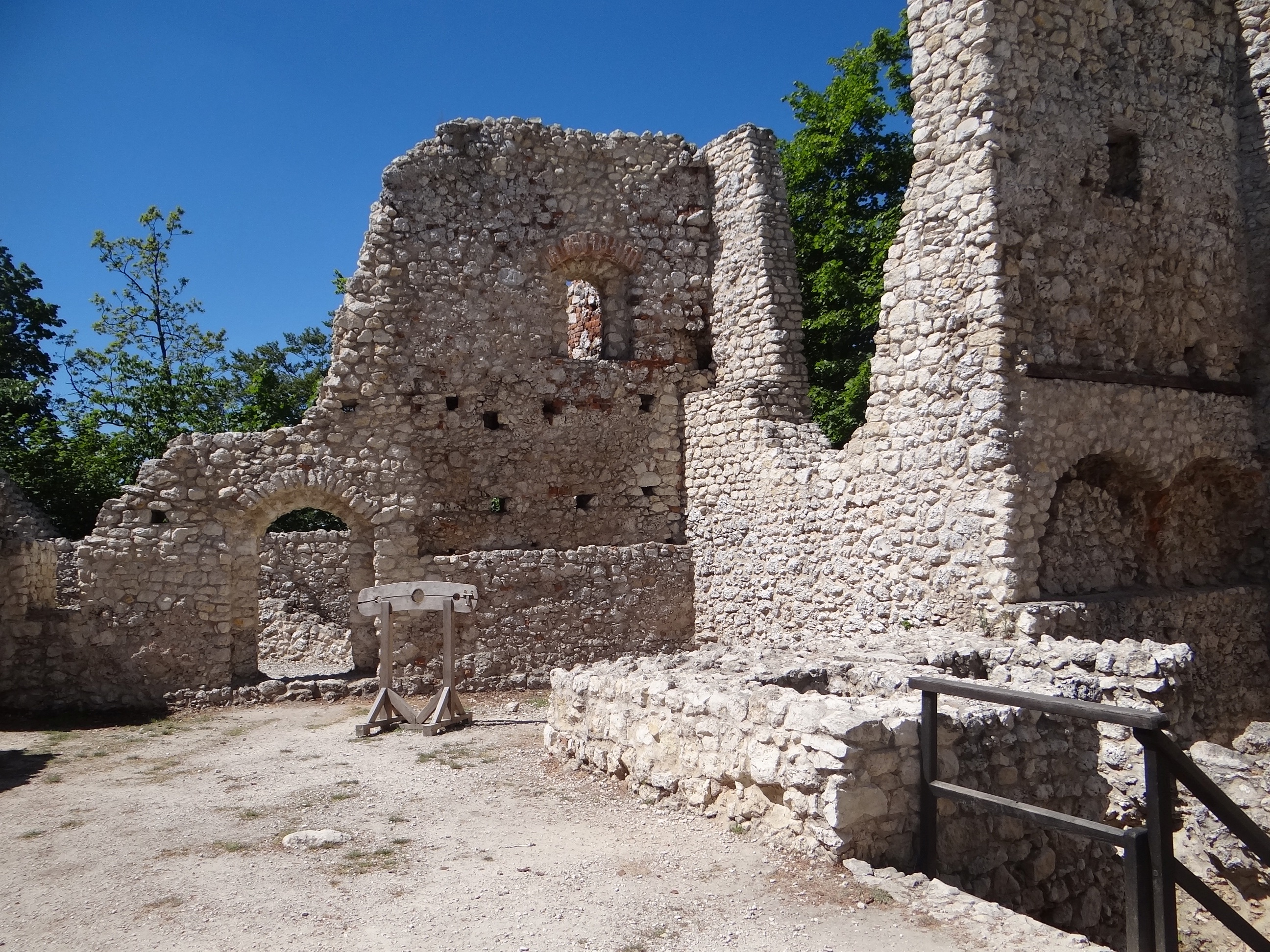
Dziedziniec zamkowy
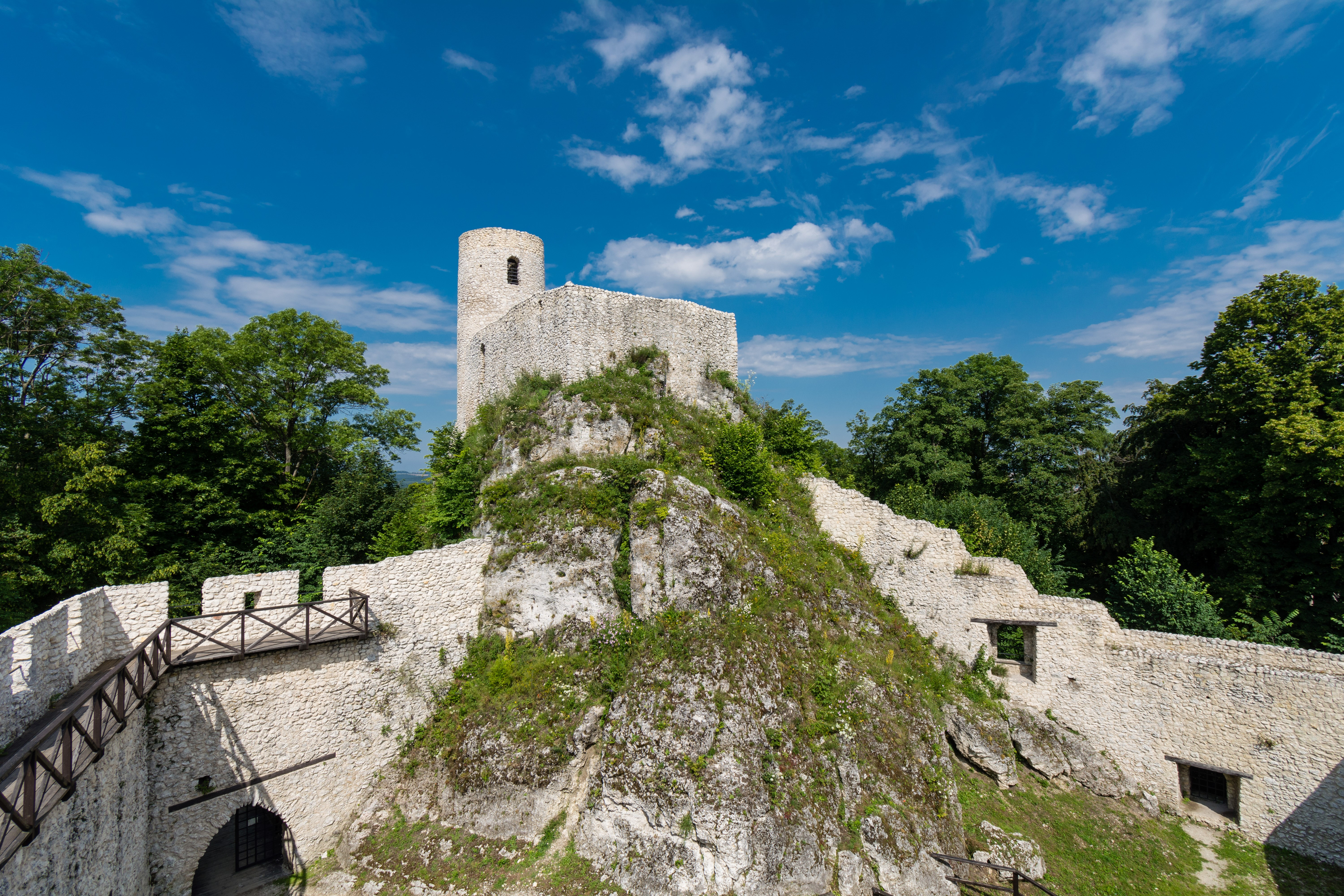
Widok na zamek górny od strony podzamcza wschodniego
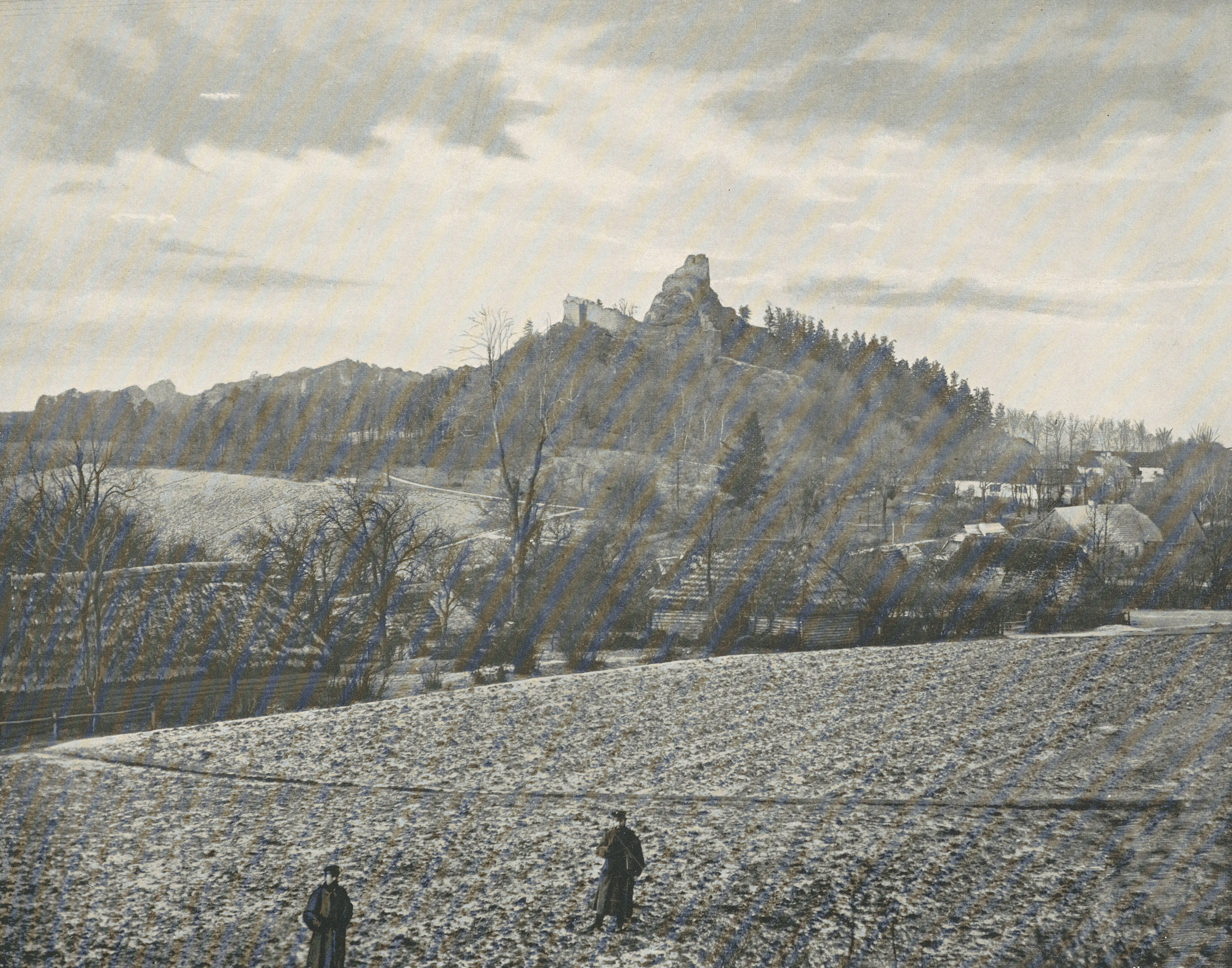
Widok zamku przed 1899